# Nipah Panjang I
Nipah Panjang I is een bestuurslaag in het regentschap Tanjung Jabung Timur van de provincie Jambi, Indonesië. Nipah Panjang I telt 6550 inwoners (volkstelling 2010).